# 11. domobranski pehotni polk (Avstro-Ogrska)
Za druge 11. polke glejte 11. polk.
11. domobranski pehotni polk je bil pehotni polk avstro-ogrskega Domobranstva.

## Zgodovina
Polk je bil ustanovljen leta 1889. 

### Prva svetovna vojna
Polkovna narodnostna sestava leta 1914 je bila sledeča: 63% Čehov, 36% Nemcev in 1% drugih. Naborni okraj polka je bil v Jičínu in Hradec Královu, pri čemer so bile polkovne enote garnizirane v Jičínu.
Polk se je izkazal med osmo soško bitko, ko je obranil položaje na koti 208 pri Hudem Logu, s čimer je bilo zaustavljeno italijansko napredovanje.

## Poveljniki polka
- 1898: Wenzel Raschin von Raschinfels[3]
- 1914: Emil Stangl[1]